# Phytolacca dioica
La fitolacca dioica (Phytolacca dioica L., 1762), detta anche cremesina arborea, è un albero sempreverde appartenente alla famiglia Phytolaccaceae.

## Descrizione

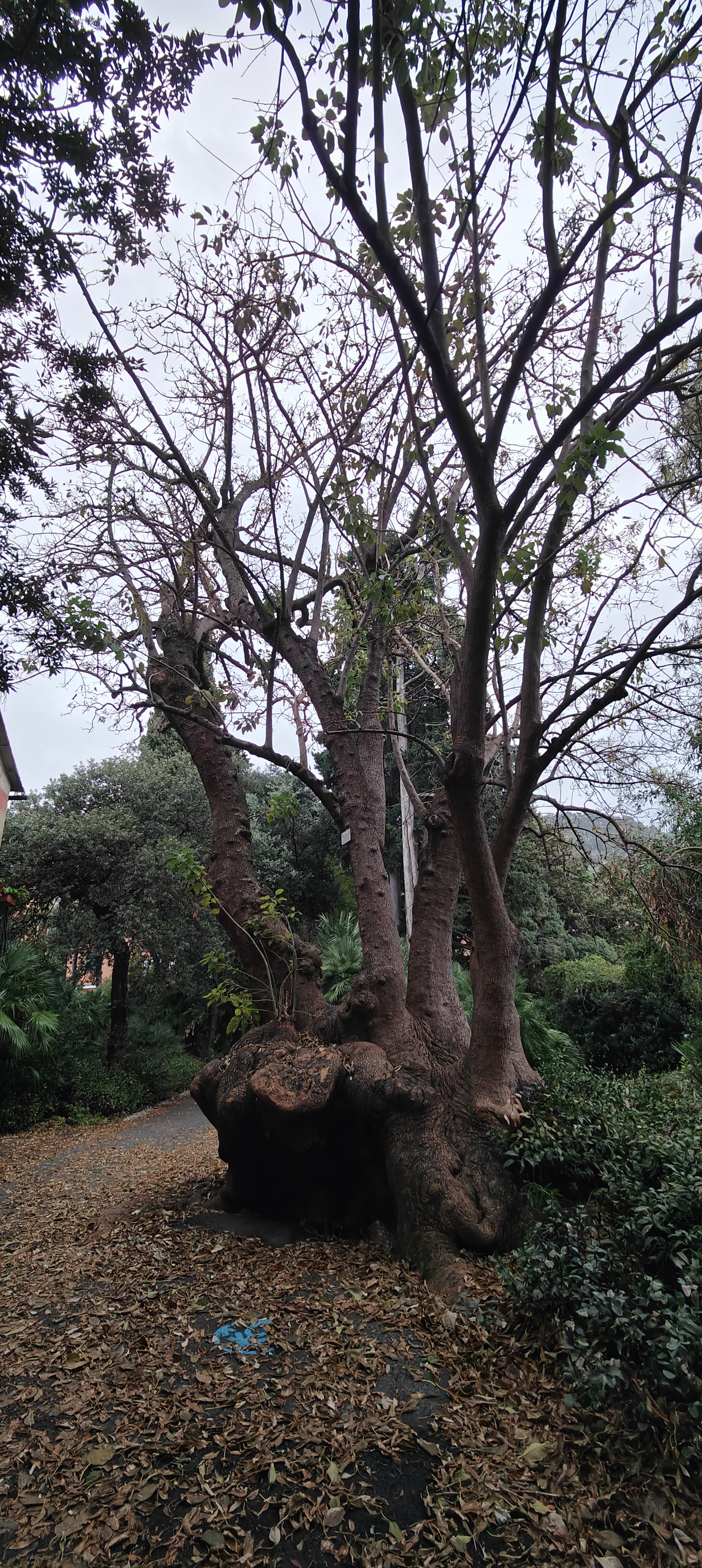
Phytolacca dioica ai Parchi di Nervi

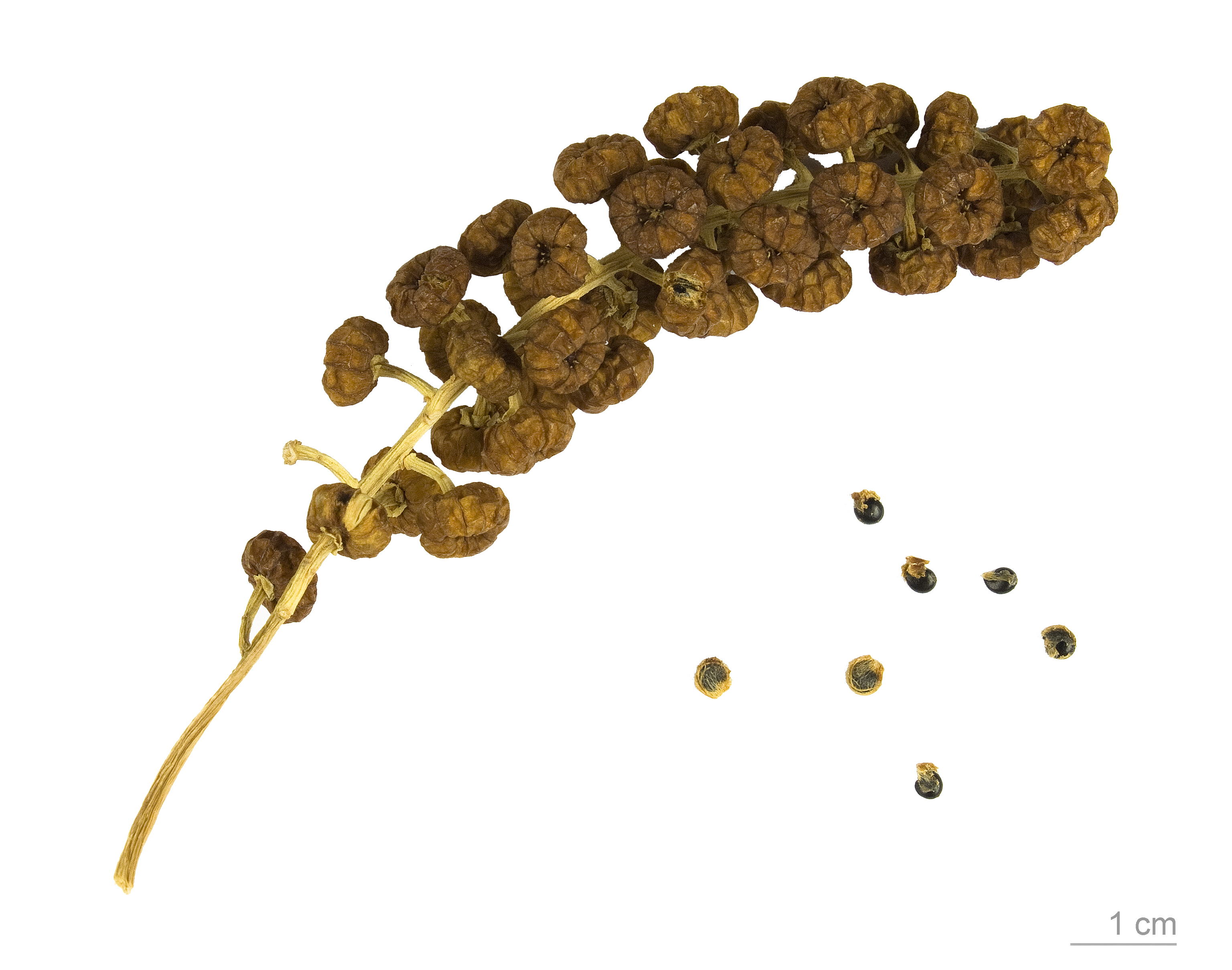
Phytolacca dioica

Raggiunge i 20 m di altezza.  È caratterizzata da radici nodose affioranti dal terreno in prossimità del fusto e da un tronco breve e tozzo, diviso in più rami. In Italia fiorisce tra la primavera e l'estate.
Il suo tronco è costituito da un ispessimento anomalo del fusto piuttosto che vero legno. Come risultato Phytolacca dioica cresce velocemente ma il suo legno è piuttosto morbido e spugnoso, tanto da poter essere tagliato con un coltello.
Queste proprietà l'hanno portata ad essere utilizzata nell'arte del bonsai, poiché è facilmente manipolata per creare l'effetto desiderato. Dal momento che la linfa è velenosa, la cremesina arborea non è adatta a essere posta vicino a pascoli di bestiame ed è inattaccabile dalle cavallette e da altri parassiti. Per ragioni simili, le foglie sono a volte utilizzate come lassativo o purgante. È un simbolo dell'Uruguay e dell'Argentina. La sua chioma è abbastanza distinguibile da lontano per la larghezza e offre protezione e riparo dal sole e dalla pioggia.
Produce bacche violacee che macchiano molto e che sono difficili da togliere.
Il nome "dioica" deriva dal fatto che i fiori di sessi diversi sono portati su diverse piante.

## Distribuzione e habitat
È originaria del Brasile, dell'Uruguay, del Paraguay e del nord dell'Argentina.